# Ішме-Даган
Ішме-Даган — цар Ісіна, Шумеру й Аккада.

## Правління
За Ішме-Дагана почалось створення нового зводе законів, який завершив його наступник Ліпіт-Іштаром. Ішме-Даган — ініціатор реформи, що звільнила жителів священного Ніппура від податку-десятини й від військової повинності, та замінила її на службу винятково на храми. Ніппур, таким чином, став першим в історії Передньої Азії автономним привілейованим храмовим містом. Такий захід Ішме-Даган міг провести, імовірно тому, що розраховував на найманих воїнів з амореїв.
В історії міста Ур Ішме-Даган також відіграв значну роль. Вперше після падіння Іббі-Сіна він, за стародавнім звичаєм, призначив до Ура верховною жрицею свою дочку, давши їй шумерське ім'я Ен-Анатума, й вона заходилась відновлювати знамениті урські храми бога Місяця Нанни (Сіна) та його дружини Нінгаль.
За правління Ішме-Дагана почали виявлятись перші ознаки того, що велич Ісіна похитнулась, а царство Шумеру й Акккада ось-ось розпадеться на держави, що постійно ворогують одне з одним. Існують непрямі свідчення про поразку, якої Ішме-Даган зазнав під стінами Кіша.